# Алещенко Андрій Макарович
Андрі́й Мака́рович Алещенко (нар. 17 лютого 1917 — ?) — учасник німецько-радянської війни, повний кавалер ордена Слави.

## Біографія
Народився 17 лютого 1917 року в місті Луганськ у родині робітника. Українець. У 1936 році закінчив Херсонський дорожньо-механічний технікум. Працював в місті Тирасполь, техніком дорожньо-експлуатаційної дільниці.
Проходив службу в Червоній Армії в 1938—1940 роках. Після демобілізації повернувся додому.
У травні 1942 року знову був призваний в армію. У складі 99-ї стрілецької дивізії бронебійник Алещенко брав участь в боях на Сталінградському фронті німецько-радянської війни. Був двічі поранений. Після госпіталю в січні 1943 року старший сержант Алещенко був направлений в 32-ту окрему мінометну бригаду РГК, де став командиром відділення розвідки 293-го мінометного полку. У складі цієї частини пройшов до кінця війни.
Воював на Північно-Західному і 1-му Білоруському фронтах. 1 серпня 1944 при форсуванні річки Вісла на північний схід від міста Варка (Польща) старший сержант Алещенко в числі перших на підручних засобах переправився через річку. Командуючи відділенням, брав участь у відбитті контратак противника, безперервно вів артилерійську розвідку. Виявив 2 протитанкові гармати, 3 зенітних установки на автомобілях, 6 кулеметів, 4 мінометні батареї, які потім були знищені. Наказом від 11 листопада 1944 року старший сержант Алещенко Андрій Макарович нагороджений орденом Слави 3-го ступеня (№ 238162).
25 січня 1945 року в боях за місто Радом (Польща) встановив місце розташування 3 кулеметів, 2 протитанкових і однієї штурмової гармати. Особисто придушив вогневу точку, вразив 4 солдатів противника і взяв 1 в полон. Був представлений до нагородження орденом Слави 2-го ступеня. 20 лютого в бою при розширенні плацдарму на захід від міста Лебус (Німеччина) вогнем з автомата старший сержант Алещенко убив 13 гітлерівців. Був представлений до нагородження орденом Слави 1-го ступеня. Наказом від 4 березня 1945 старший сержант Алещенко Андрій Макарович нагороджений орденом Слави 2-го ступеня (№ 9660). День Перемоги зустрів на Ельбі.
Під час боїв за Берлін, з 20 по 26 квітня вміло сприяв знищенню гармат, мінометів та кулеметів противника, особисто знищив близько 15 противників, чим забезпечив швидке просування піхоті. 25 квітня у складі розвідувального відділення знищив ворожу засідку, особисто знищивши п'ятьох ворогів. У цьому бою загинув командир відділення, тіло якого старший сержант разом з бойовими товаришами виніс з місця бою. За дії під час боїв за Берлін був нагороджений орденом Червоного Прапора.
31 травня 1945 року за виняткову мужність, відвагу і безстрашність, проявлені в боях з гітлерівськими загарбниками, старший сержант Алещенко Андрій Макарович нагороджений орденом Слави 1-го ступеня (№ 605). Став повним кавалером ордена Слави. За час війни був також нагороджений двома медалями «За відвагу».
Після війни продовжував службу в армії командиром топографічного відділення 2021-го важкого артилерійського полку.
В травні 1946 року старшина Алещенко демобілізований. Повернувся до рідного Луганська. Працював виконробом у Дорожньобудівному управлінні тресту «Луганськводбуд».
У повоєнний час був також Нагороджений орденами Жовтневої Революції, Вітчизняної війни 1-го ступеня.